# Elena Šalina
Elena Alekseevna Šalina, nata Sivkova, accreditata come Elena Schalina dalla FIS (in russo Елена Алексеевна Шалина?; Bijsk, 22 settembre 1968), è un'ex fondista russa.

## Biografia
In Coppa del Mondo ottenne il primo risultato di rilievo il 4 gennaio 1992 a Kavgolovo (14ª) e l'unico podio il 12 febbraio 1995 a Oslo (3ª). Non partecipò né a rassegne olimpiche né iridate.

## Palmarès

### Coppa del Mondo
- Miglior piazzamento in classifica generale: 21ª nel 1995
- 1 podio (a squadre[1]):
  - 1 terzo posto